# 聖多明各-德洛斯查奇拉斯省
聖多明各-德洛斯查奇拉斯省（西班牙語：Provincia de Santo Domingo de los Tsáchilas），是厄瓜多爾中部的一個省。面積3,805平方公里，2001年人口287,018人。首府聖多明各-德洛斯科羅拉多斯。
2007年11月6日自皮欽查省分出。下只有一市。省名的「查奇拉斯」是當地一個部落的名稱，因用紅木染髮，被稱為「紅人」（Colorados）。

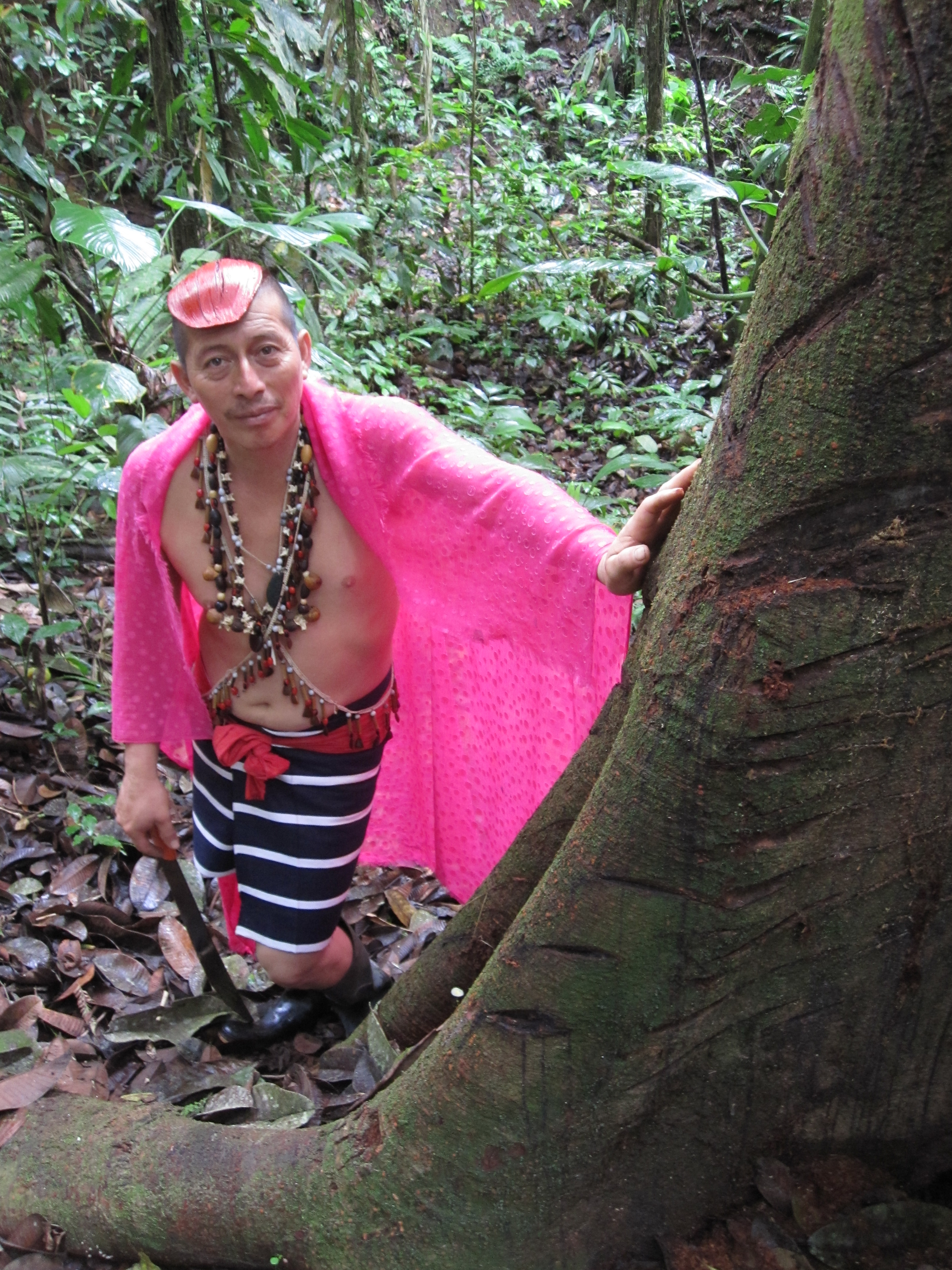
本地人，全省居民
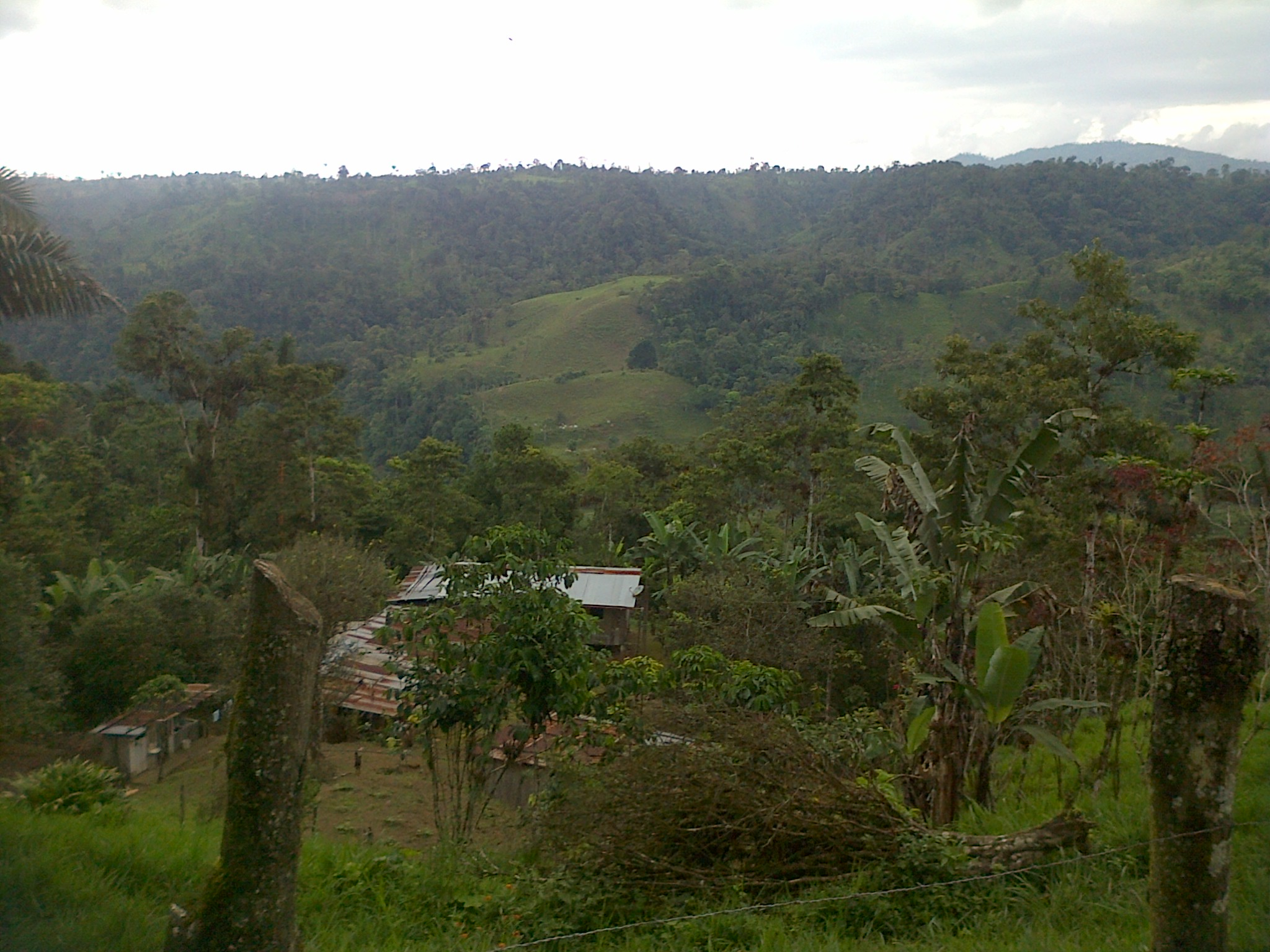
原生公社
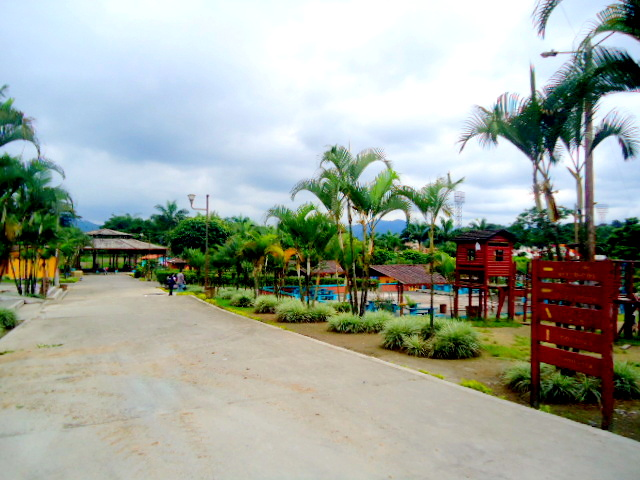
公园位于该省

1. ↑  Santo Domingo de los Tsáchilas位于GEOnet名称服务的结果
2. ↑  Citypopulation.de
3. ↑  Villalba, Juan. . Scribd.   [2019-02-05] （西班牙语）.